# Har Ben Ya'ir
Har Ben Ya'ir (hebreiska: הר בן יאיר) är ett berg i Israel.   Det ligger i distriktet Södra distriktet, i den östra delen av landet. Toppen på Har Ben Ya'ir är 362 meter över havet, eller 53 meter över den omgivande terrängen. Bredden vid basen är 0,89 km.
Terrängen runt Har Ben Ya'ir är lite bergig. Runt Har Ben Ya'ir är det ganska glesbefolkat, med 42 invånare per kvadratkilometer. Närmaste större samhälle är ‘Arad, 12,7 km sydväst om Har Ben Ya'ir. Trakten runt Har Ben Ya'ir är ofruktbar med lite eller ingen växtlighet.